# Гаскірс-Пуан-ла-Ей
Гаскірс-Пуан-ла-Ей (англ. Gaskiers-Point La Haye) — містечко в Канаді, у провінції Ньюфаундленд і Лабрадор.

## Населення
За даними перепису 2016 року, містечко нараховувало 232 особи, показавши скорочення на 0,4%, порівняно з 2011-м роком. Середня густина населення становила 9,7 осіб/км².
З офіційних мов обидвома одночасно не володів жоден з жителів, тільки англійською — 230.
Працездатне населення становило 39,5% усього населення, рівень безробіття — 35,3% (36,4% серед чоловіків та 0% серед жінок). 88,2% осіб були найманими працівниками, а 0% — самозайнятими.

## Клімат
Середня річна температура становить 5,3°C, середня максимальна – 18,6°C, а середня мінімальна – -7,6°C. Середня річна кількість опадів – 1 549 мм.
| Клімат поселення                              | Клімат поселення | Клімат поселення | Клімат поселення | Клімат поселення | Клімат поселення | Клімат поселення | Клімат поселення | Клімат поселення | Клімат поселення | Клімат поселення | Клімат поселення | Клімат поселення | Клімат поселення |
| Показник                                      | Січ.             | Лют.             | Бер.             | Квіт.            | Трав.            | Черв.            | Лип.             | Серп.            | Вер.             | Жовт.            | Лист.            | Груд.            |                  |
| Середній максимум, °C                         | 0,71             | 0,00             | 2,30             | 6,21             | 10,05            | 13,89            | 16,80            | 18,58            | 15,86            | 11,20            | 6,92             | 2,69             |                  |
| Середня температура, °C                       | −3,1             | −3,8             | −1,51            | 2,42             | 6,26             | 10,10            | 13,69            | 15,46            | 12,73            | 8,09             | 3,80             | −0,44            |                  |
| Середній мінімум, °C                          | −6,9             | −7,6             | −5,3             | −1,39            | 2,45             | 6,30             | 10,59            | 12,33            | 9,62             | 4,96             | 0,69             | −3,56            |                  |
| Норма опадів, мм                              | 141              | 128              | 135              | 117              | 113              | 124              | 121              | 108              | 132              | 141              | 149              | 140              |                  |
| Середньомісячна швидкість вітру, м/с          | 8.83             | 7.80             | 7.36             | 6.70             | 5.90             | 5.40             | 5.20             | 5.31             | 6.00             | 6.97             | 7.76             | 8.50             |                  |
| Середньомісячна сонячна радіація, кДж/м²·день | 3995             | 6795             | 10801            | 14153            | 17288            | 19183            | 18959            | 16234            | 12312            | 7453             | 4289             | 3221             |                  |
| --------------------------------------------- | ---------------- | ---------------- | ---------------- | ---------------- | ---------------- | ---------------- | ---------------- | ---------------- | ---------------- | ---------------- | ---------------- | ---------------- | ---------------- |
| Джерело:                                      |                  |                  |                  |                  |                  |                  |                  |                  |                  |                  |                  |                  |                  |